# 삼가역
삼가역(三街驛, Samga station)은 경기도 용인시 처인구 삼가동에 있는 용인 경전철의 전철역이다. 이 역과 초당역 사이에 삼가차량사업소의 인입선이 있다.

## 역사
- 2013년 4월 26일 : 용인 경전철 개통과 함께 영업 개시

## 역 구조
2면 2선의 상대식 승강장을 갖추고 있다. 스크린도어가 설치되어 있다.

### 승강장
| 초당 ↑        |
| \| 상         |
| ↓ 시청·용인대 |

| 상행 | ● 용인 경전철 | 동백·기흥 방면     |
| 하행 | ● 용인 경전철 | 전대·에버랜드 방면 |

## 역 주변
| 나가는 곳 | 방면                                 |
| --------- | ------------------------------------ |
| 1         | 삼가삼거리 용인경전철차량기지        |
| 2         | 역삼동 로데오거리 우남아파트         |
| 3         | 늘푸른아파트 삼가초등학교 진우아파트 |

## 인접한 역
| 용인 경전철         | 용인 경전철   | 용인 경전철                         |
| ------------------- | ------------- | ----------------------------------- |
| Y115 초당 기흥 방면 | ● 용인 경전철 | Y117 시청·용인대 전대·에버랜드 방면 |

## 사진

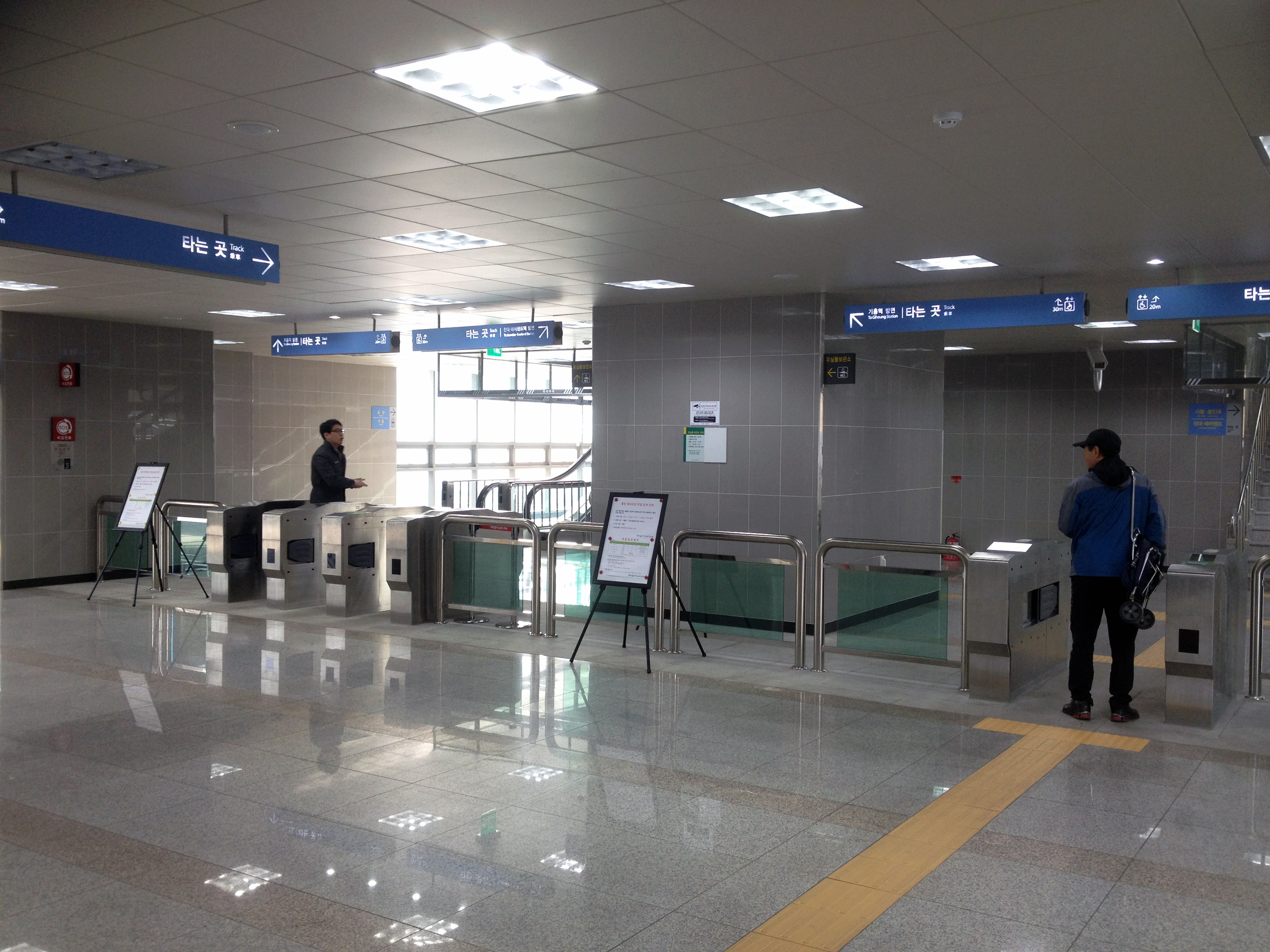
개찰구
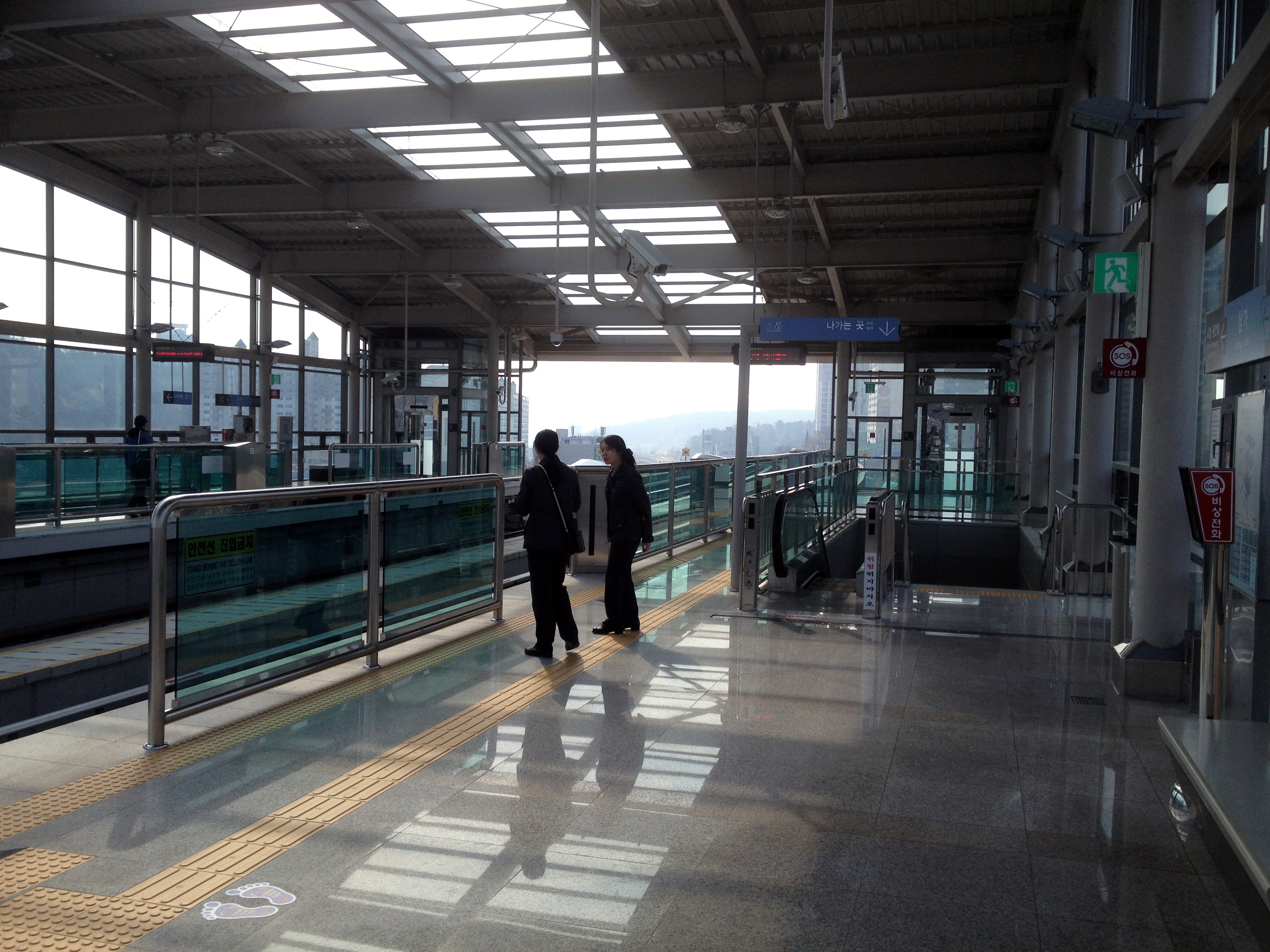
플랫폼 (스크린도어 설치 전)